# Norges Toppidrettsgymnas
Norges Toppidrettsgymnas (NTG) är en stiftelse i Norge som driver privata gymnasier. NTG finns i Bærum, Geilo, Kongsvinger och Lillehammer.